# Holothrix pentadactyla
Holothrix pentadactyla är en orkidéart som först beskrevs av Victor Samuel Summerhayes, och fick sitt nu gällande namn av Victor Samuel Summerhayes. Holothrix pentadactyla ingår i släktet Holothrix och familjen orkidéer.
Artens utbredningsområde är Kenya. Inga underarter finns listade i Catalogue of Life.